# Väinö Linna
Väinö Linna   (Urjala, 20 de desembre de 1920 - Pikonlinna, 21 d'abril de 1992) (pronunciat [ˈʋæi̯nø ˈlinːɑ]) va ser un autor finlandès. Va guanyar fama literària amb la seva tercera novel·la, Tuntematon sotilas (El soldat desconegut, publicada el 1954), i va consolidar la seva posició amb la trilogia Täällä Pohjantähden alla (Sota l'estrella polar, publicada el 1959-1963). Totes dues han estat adaptades a un format cinematogràfic en diverses ocasions; El soldat desconegut es va adaptar per primera vegada al cinema el 1955 i Under the North Star el 1968 com Here, Beneath the North Star, ambdues dirigides per Edvin Laine.

## Biografia
Väinö Linna va néixer a Urjala, a la regió de Pirkanmaa. Va ser el setè fill de Viktor (Vihtori) Linna (1874–1928) i de Johanna Maria (Maija) Linna (1888–1972). El pare de Linna, un carnisser, va morir quan ell només tenia set anys, per la qual cosa la seva mare va haver de mantenir tota la família treballant en una casa pairal propera. Malgrat els seus antecedents, l'interès de Linna per la literatura va començar ben aviat. De petit, a Linna li agradaven les novel·les d'aventures que agafava en préstec a la biblioteca local. La formació de l'autor, però, es limitava a sis anys en una escola pública que va acabar a mitjans dels anys trenta. Després de treballar com a llenyataire i granger a la mateixa casa pairal on havia treballat la seva mare, Linna es va traslladar a Tampere el 1938. Típic de la seva generació, el futur autor adolescent es va traslladar del camp a una ciutat en desenvolupament a la recerca de mà d'obra industrial que va trobar a les fàbriques tèxtils de Finlayson.
El 1940, Linna va ser reclutat a l'exèrcit. La Segona Guerra Mundial havia esclatat, i per part de Linna va suposar la participació en la Guerra de Continuació (1941-44). Va lluitar al front oriental. A més de ser líder d'esquadra, va escriure notes i observacions sobre les seves experiències i les de la seva unitat. Ja en aquest moment Linna sabia que escriure seria la seva ocupació preferida. No obstant això, la manca de publicació de les notes el va portar a cremar-les. Malgrat el rebuig, la idea d'una novel·la, que descriuria les opinions dels soldats corrents sobre la guerra, el portaria més tard a escriure El soldat desconegut.
Després de la guerra, Linna es va casar i va començar a escriure mentre treballava als molins durant el dia. Durant la seva estada a Finlayson, Väinö Linna va llegir amb avidesa. Autors com Schopenhauer, Dostoievski i Nietzsche es van guanyar el respecte de Linna. Linna va dir més tard que All Quiet on the Western Front d'Erich Maria Remarque també havia tingut una gran influència en ell. Tanmateix, les dues primeres novel·les de Linna Päämäärä i Musta rakkaus es van vendre malament; també va escriure poesia, però tampoc va tenir èxit amb això. Fins a l'estrena de The Unknown Soldier (1954) no va arribar a la fama. És evident que en aquell moment hi havia una necessitat social clara d'una novel·la que tractés de la guerra i del paper de la gent comuna en ella. Una dècada després del tractat de pau amb la Unió Soviètica, molts finlandesos estaven disposats a recordar, alguns fins i tot d'una manera crítica. El soldat desconegut va satisfer aquesta necessitat completament, ja que els seus personatges eren indiscutiblement més diversos, realistes però heroics, que els de les novel·les de guerra finlandeses anteriors. El llibre aviat es va convertir en un best-seller, ja que va vendre 175.000 còpies en només sis mesos, una gran quantitat per a una novel·la finlandesa dels anys cinquanta.
La rebuda del llibre va ser dura. Al diari més gran de Finlàndia, Helsingin Sanomat, el crític Toini Havu va argumentar en la seva ressenya que Linna no presentava els seus personatges en un context històric i ètic gran, que considerava crucial. També els modernistes van tractar El Soldat Desconegut amb menyspreu. En aquell moment, Tuomas Anhava es referia al Soldat Desconegut com un "llibre per a nens" a causa de la seva història plena d'acció. L'acceptació per part del gran públic va ser suficient per contrarestar les crítiques negatives al final.
A mitjans de la dècada de 1950 es va traslladar a Hämeenkyrö i va començar a conrear. El 1959 es va estrenar la primera part d'Under the North Star. El llibre va ser un èxit i n'havien de seguir altres parts. La segona part es va publicar el 1960 i la darrera el 1963. La tercera part de la novel·la va ser guardonada amb el Premi de Literatura del Consell Nòrdic. El 1964, Linna va vendre la granja i es va traslladar de nou a Tampere. Aquesta vegada no va tornar a Finlayson, ja que ara podia dedicar la seva vida completament a la literatura a causa de l'èxit econòmic que li havien aconseguit les seves obres. Va rebre el títol honorífic d'Acadèmic l'any 1980, malgrat que no tenia estudis superiors.
El 1984, Väinö Linna va tenir un ictus, que li va fer perdre la capacitat de parlar. Al cap d'un temps va contreure un càncer, que li va provocar la seva mort el 21 d'abril de 1992.

## Obres literàries
- (1947) Päämäärä
- (1948) Musta rakkaus
- (1949–53) Messias, (inacabat)
- (1954) Tuntematon sotilas, The Unknown Soldier
- (1959–63) Täällä Pohjantähden alla I–III, Under the North Star
- (1967) Oheisia
- (1990) Murroksia
- (2000) Sotaromaani, versió sense censura de The Unknown Soldier

## Llegat
El realisme de la seva obra de Linna ha tingut una profunda influència en la vida social, política i cultural finlandesa. Les seves novel·les tenen un lloc en el cànon literari de Finlàndia, entre Kalevala, Seven Brothers i altres clàssics. Moltes cites de les seves obres són avui dia dites finlandeses. La línia inicial d'Under the North Star, "Al principi hi havia el pantà, l'aixada i Jussi", és reconeguda per la majoria dels finlandesos, així com la famosa exclamació de Rokka: "On necessites un home de veritat, aquí? en tens un!", de The Unknown Soldier. Mostrant el valor del seu llegat, Linna va sortir al bitllet de 20 marcs que va estar en ús des de 1993 fins a la introducció de l'euro. A més, les seves dues obres principals s'han filmat diverses vegades.
El 1995, una plaça del mateix nom va rebre el nom de Väinö Linna a Tampere.